# 四己内酰胺二铑
四己内酰胺二铑是一种配位化合物，化学式为C24H40N4O4Rh2，可由四乙酸二铑和己内酰胺在氯苯中回流制得。它在甲醇中可以被1-叠氮基-1,2-苯并碘杂氧杂环戊-3-酮（CAS RN: 160732-56-9）氧化为叠氮化四己内酰胺二铑。